# Bochtig look
Bochtig look (Allium zebdanense) is een plant die behoort tot de narcisfamilie (Amaryllidaceae).

## Uiterlijke kenmerken
Bochtig look is een tweeslachtige, overblijvende plant die in mei en juni bloeit en 30 - 50 cm hoog wordt. De ronde, vaak wat bochtige stengel draagt lijnvormige, glimmende, half-cilindervormige tot vlakke bladeren die ten slotte achterwaarts omkrullen. De bloemschede is kort toegespitst en korter dan de bloeiwijze die zuiver witte bloemen en nooit broedbolletjes draagt en in Nederland nooit vruchten voortbrengt. De binnenste helmdraden zijn driedelig en steken niet buiten het bloemdek uit.

## Verspreiding (geografisch)
De plant is oorspronkelijk afkomstig van zonnige tot beschaduwde puinhellingen en rotsspleten in Zuidwest-Azië en is na 1900 verwilderd en ingeburgerd in Nederland. De geurige soort is zeer zeldzaam en als stinsenplant min of meer ingeburgerd in de Hollandse duinen en in het rivierengebied en ook op enkele andere plaatsen. Voor Nederland is het een exoot die als stinsenplant na 1900 verwilderd en ingeburgerd is geraakt.

## Groeiplaats
Bochtig look is te vinden op zonnige tot beschaduwde, goed doorlatende en kalkrijke, droge tot vochtige, matig voedselrijke zand-, leem-, klei- en kalkgrond en ook op stenige plaatsen. Het groeit in Nederland in loofbossen en aan waterkanten in de binnenduinrand, op landgoederen en onder struikgewas.